# Велика Вишера
Велика Вишера (рус. Большая Вишера) река је на северозападу европског дела Руске Федерације. Протиче преко преко територије Маловишерског рејона на северу Новгородске области. У западном делу рејона спаја се са реком Малом Вишером и заједно граде реку Вишеру, десну притоку реке Волхов. Део је басена реке Неве и Балтичког мора.
Велика Вишера свој ток започиње у тресави код места Крутик. Укупна дужина водотока је 41 km, док је површина сливног подручја око 405 km².
Најважнија притока је река Лужонка (дужина тока 16 km).
На њеним обалама се налази насеље Бољшаја Вишера, важна железничка станица на траси Октобарске железнице.